# Un de trop
Pour plus de détails, voir Fiche technique et Distribution.
Un de trop (Three to Tango) est un film américano-australien réalisé par Damon Santostefano, sorti en 1999.

## Synopsis
Oscar Novak et son associé Peter Steinberg ont fondé un cabinet d’architecture à Chicago. Un marché important est lancé pour la réhabilitation d’un bâtiment emblématique par un jeune loup du secteur immobilier, Charles Newman. Oscar et Peter jouent leur va-tout sur cette opération. Ils sont mis en concurrence avec un très grand cabinet, Strauss & Decker. Le jour de la présentation d’un avant-projet à Charles Newman, à la suite d'un malentendu avec sa secrétaire (provoqué par Strauss & Decker), Charles Newman est persuadé qu’Oscar est un homosexuel engagé alors qu’en réalité c’est son associé Peter qui l’est.
Charles est marié à la riche Olivia Newman mais a une jeune maîtresse, Amy, qui se consacre aux arts plastiques. Amy est jeune, belle et ouverte… Elle connaît donc trop de monde aux yeux de son amant. Il demande donc à Oscar d’accompagner Amy à une soirée à laquelle il ne peut se rendre afin de la surveiller (pensant n’avoir rien à craindre puisqu’il est homosexuel). Oscar n’y comprend rien mais ne peut refuser, compte tenu du marché en cours.
À la soirée, Oscar tombe sous le charme d’Amy. Celle-ci, petit à petit, fait d’Oscar son confident et trouve enfin un homme qui la comprend. Elle-même le croyant homosexuel, elle se laisse aller à des confessions dans son bain devant lui… Oscar comprend enfin pourquoi Charles lui a confié cette mission. Il explique tout à son associé Peter qui lui demande de continuer à jouer la comédie pour la survie de leur entreprise. Or l’attention des médias sur la réhabilitation du bâtiment devient forte. Oscar se fait interviewer et se présente comme un homosexuel revendicatif. Il atterrit donc en première page du journal sous le titre « Fier d’être gay ». Tout le monde autour de lui apprend la nouvelle par le journal et n’en croit pas ses yeux. L’affaire va tellement loin qu’Oscar est nommé « Entrepreneur gay de l’année » lors d’une remise de trophées importante.
Sentant que la chose lui échappe des mains et que la comédie envers Amy a assez duré (en outre, dans une intrigue secondaire, un ami d'Amy, footballeur professionnel célèbre et homosexuel caché, tombe amoureux d'Oscar et lui déclare sa flamme, à la grande gêne de celui-ci), il fait son « coming-out » à l’envers pendant la remise de prix… à la grande stupéfaction de l’assemblée et d’Amy. Celle-ci le gifle devant les caméras pour lui avoir menti. Finalement, ils se réconcilient en se retrouvant sur le lieu de leur première soirée. Charles est contraint par sa femme, qui a découvert son infidélité et ses stratagèmes, de donner le marché à l’entreprise d’Oscar.

## Fiche technique
- Titre : Un de trop
- Titre québécois : L'amour à trois temps
- Titre original : Three to Tango
- Réalisation : Damon Santostefano
- Scénario : Rodney Patrick Vaccaro et Aline Brosh McKenna
- Musique : Graeme Revell
- Production : Jeffrey Silver, Bettina Sofia Viviano et Robert F. Newmyer (en)
- Sociétés de production : Warner Bros. Pictures, Village Roadshow Pictures, Outlaw Productions
- Pays d'origine :  États-Unis et  Australie
- Langue : anglais
- Format : Couleurs - son DTS, Dolby Digital et SDDS
- Genre : Comédie dramatique
- Durée : 98 minutes
- Budget : ~ 20 000 000 $ US
- Dates de sortie : 
  - Première mondiale : 19 octobre 1999
  - États-Unis : 22 octobre 1999
  - Australie : 2 décembre 1999
  - Belgique : 31 mai 2000
  - France : 19 juillet 2000

## Distribution
- Matthew Perry (VF : Jean-Pierre Michaël) : Oscar Novak
- Neve Campbell (VF : Aurélia Bruno) : Amy Post
- Dylan McDermott (VF : Stéphane Ronchewski) : Charles Newman
- Oliver Platt (VF : Daniel Lafourcade) : Peter Steinberg
- Cylk Cozart (en) (VF : Bernard Lanneau) : Kevin Cartwright
- John C. McGinley : Josh Strauss
- Bob Balaban : Decker
- Deborah Rush : Lenore
- Kelly Rowan : Olivia Newman

 Source et légende : version française (VF) sur RS Doublage